# Beatificación

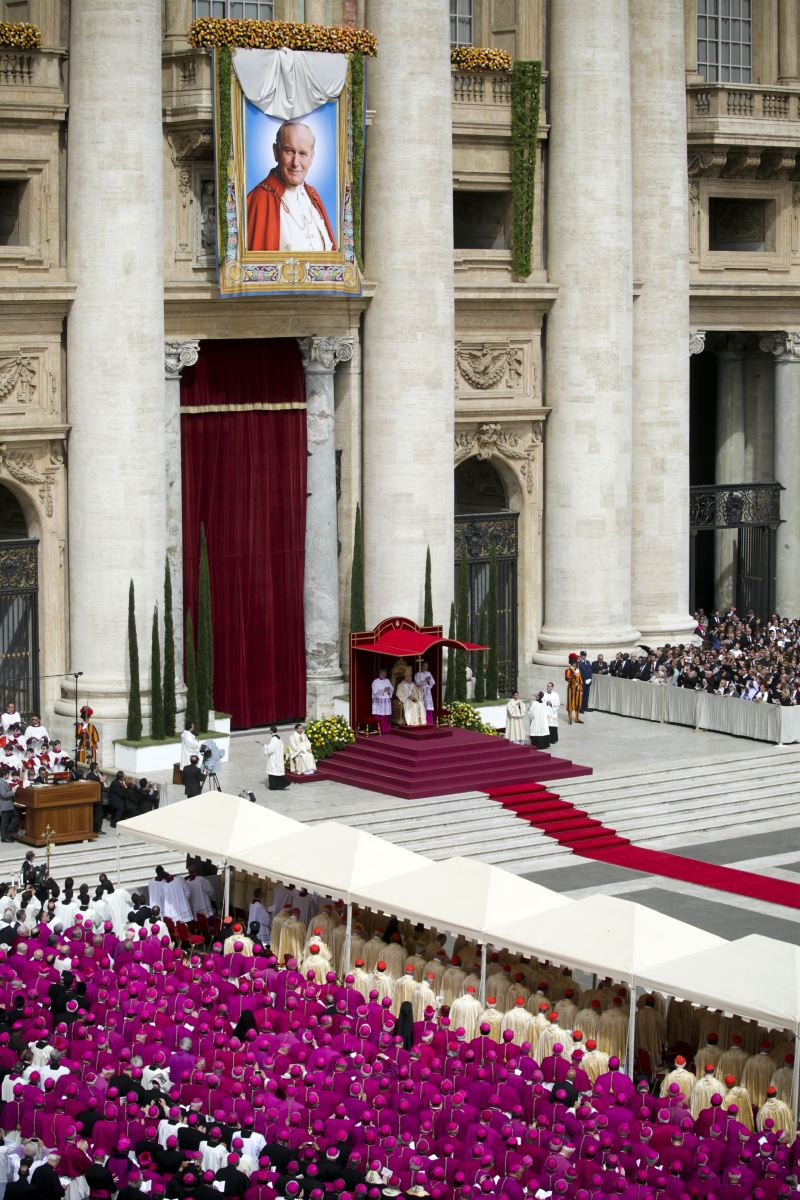
Beatificación de Juan Pablo II, el Domingo de la Divina Misericordia de 2011.

La beatificación (del latín: beatus —bendito— y facere —hacer—) es el proceso de investigación exhaustiva, que cuando es aprobatorio, otorga el reconocimiento de la Iglesia católica para un difunto, que se ha confirmado que cuenta con la capacidad de interceder ante Dios en favor de las personas que así lo solicitan, y que se ha confirmado un primer milagro por su intercesión. Es el tercer paso a la canonización, después de haber pasado por venerable y siervo de Dios. Beato es el nombre de la persona que ha aprobado tal proceso. 

## Historia
Los obispos locales tenían el poder de beatificar hasta 1634, cuando el papa Urbano VIII, en la Constitución apostólica Cœlestis Jerusalén del 6 de julio, reservó el poder de beatificar a la Santa Sede.
Desde las reformas de 1983, por regla general, debe confirmarse que se produjo un milagro a través de la intercesión de la persona a ser beatificada. Los milagros son casi siempre curaciones médicas inexplicables, y son investigados científicamente por comisiones que comprenden médicos y teólogos. El requisito de un milagro para la beatificación no se aplica en el caso de alguien cuyo martirio es declarado formalmente por la Iglesia.
El día de la fiesta para una persona beatificada no es universal, sino que se celebra solo por territorios, institutos religiosos o comunidades en las que la persona recibe una veneración particular. Por ejemplo, santa Catalina Tekakwitha fue especialmente honrada en Estados Unidos y Canadá durante su tiempo como beata. Juan Duns Scoto fue honrado entre los franciscanos, en la Arquidiócesis de Colonia y otros lugares. Del mismo modo, la veneración de la beata Chiara Badano es particular del Movimiento de los Focolares; su caso también demuestra que, contrariamente a la opinión popular, la beatificación puede tener lugar dentro de un tiempo relativamente corto después de la muerte de una persona de un individuo (para Badano, veinte años).

## Prácticas bajo los papas

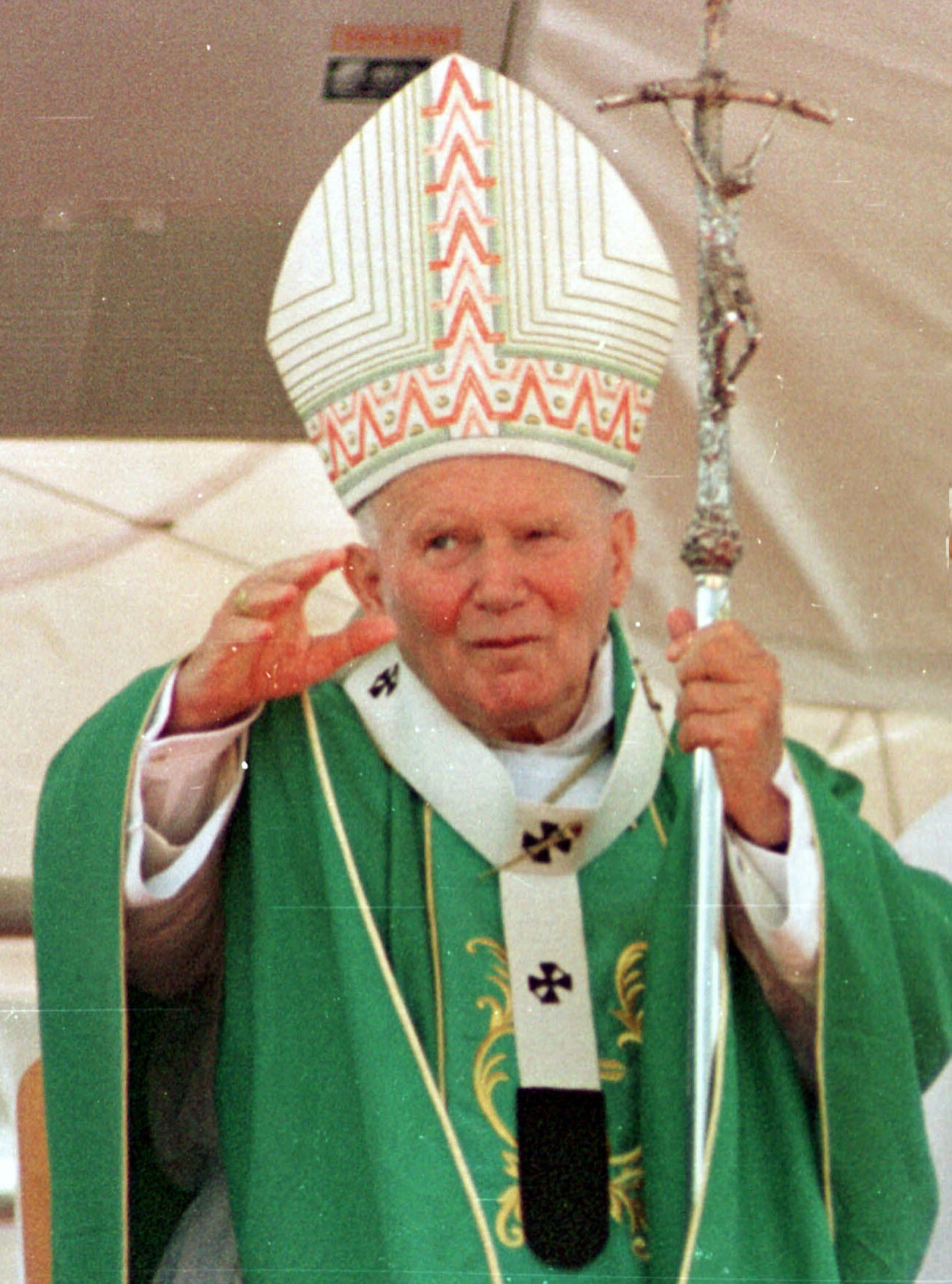
Juan Pablo II beatificó a más personas que todos sus predecesores durante los últimos cuatro siglos y fue beatificado seis años después de su muerte, el.

El papa Juan Pablo II cambió notablemente la práctica católica previa de beatificación. En octubre de 2004, había beatificado a 1340 personas, más que la suma de todos sus predecesores desde Sixto V, que estableció un procedimiento de beatificación similar al que se usa hoy en día.
El 1 de mayo de 2011, domingo de la Divina Misericordia, el papa Benedicto XVI celebró personalmente la misa de beatificación para su predecesor, Juan Pablo II, en la basílica de San Pedro del Vaticano, un evento que atrajo a más de un millón de personas.